# RoverComputers
Pour les articles homonymes, voir Rover.
 (janvier 2010).
RoverPC est une entreprise russe d'électronique grand public spécialisée dans la fabrication de téléphones portables.
L'entreprise est basée à Moscou en Russie.